# Челищев, Андрей Викторович
Андре́й (Андрэ́) Ви́кторович Чели́щев (фр. André Tchelistcheff; 7 декабря 1901, Москва — 5 апреля 1994, Напа, Калифорния) — американский винодел (энолог) из русского дворянского рода Челищевых. Один из зачинателей калифорнийского виноделия.

## Биография
Родился 7 декабря 1901 года в Москве в семье калужского помещика. Его отец Виктор Николаевич (1870—1952), профессор права, ещё в дореволюционные годы снискал известность своей общественной деятельностью; мать — Александра Николаевна Ясинская. До 1911 года Челищев воспитывался дома. Потом обучался в юнкерском училище в Киеве, но был вынужден прервать обучение из-за революции 1917 года. 
В 1918—1920 годах Челищев принимал участие в Гражданской войне в России на стороне Белого движения. В 1920 году был тяжело ранен в Крыму, покинул Россию в рядах Русской армии Врангеля. Оказался в Галлиполийском лагере. В эмиграции в Турции, затем перебрался к семье в Королевство сербов, хорватов и словенцев.
Изучал сельское хозяйство в университете в чехословацком городе Брно («Русская акция»), с 1930 года продолжил образование во Франции — в Институте Пастера и Национальном институте агрохимии, где изучал микробиологию и аспекты виноделия. Некоторое время работал в Шампани в фирме Moët & Chandon.
В 1938 году Челищева пригласили поработать в США в калифорнийском хозяйстве Beaulieu — оно занималось производством вина для причастия и находилось под покровительством католической общины Сан-Франциско. С этого момента он навсегда перебрался в Америку.
За короткий срок работы на западном побережье США превратил ничем не примечательное местное вино во всемирно известное калифорнийское каберне.
Умер 5 апреля 1994 года в Напе, столице американского виноделия, где ему установлен памятник. Сын Дмитрий работает виноделом в штате Невада. Внучатый племянник Марк Челищев снял об Андрее Викторовиче документальный фильм «Андрей. Голос вина» (André — The Voice of Wine, 2017).

## Награды
За свою жизнь Андрей Челищев получил ряд профессиональных наград:
- За выдающиеся заслуги в виноделии (1986);
- Человек года в отрасли от Симпозиума производителей вина (1990);
- Приз «Выбор читателей» от журнала Wine Spectator (2000).

В марте 2007 года имя Андрея Челищева было включено в Зал славы кулинаров Америки.
Существует также награда имени Андрея Челищева «За вклад в продвижение и популяризацию винодельческой продукции в России», которую вручают на Международном профессиональном конкурсе вин и спиртных напитков, проводимом в Москве.